# John Thattumkal
John Thattumkal (ur. 23 czerwca 1950 w Arthunkal) – indyjski suspendowany duchowny rzymskokatolicki, w latach 2000-2009 biskup Koczin.

## Życiorys
Święcenia kapłańskie przyjął 3 sierpnia 1974. 10 maja 2000 został prekonizowany biskupem Koczin. Sakrę biskupią otrzymał 25 czerwca 2000. 24 października 2008 został suspendowany. 8 maja 2009 złożył rezygnację z funkcji biskupiej.